# خراطه (استان بجایه)
خراطه (به عربی: خراطة) یک شهرداری در الجزایر است که در استان بجایه واقع شده‌است. خراطه ۳۵٬۰۷۷ نفر جمعیت دارد.